# Roberto Pagnin
Roberto Pagnin (né le 8 juillet 1962 à Vigonovo, en Vénétie) est un coureur cycliste professionnel italien.

## Palmarès

### Palmarès amateur
- 1978
  - Coppa d'Oro
- 1980
  - 1re étape du Giro della Lunigiana
- 1982
  - Coppa Mobilio Ponsacco (contre-la-montre)
  - 3e de Vicence-Bionde
- 1983
  - Trofeo Città di San Martino di Lupari
  - 2e du Giro del Belvedere
- 1984
  - Coppa San Geo
  - Trofeo Banca Popolare di Vicenza
  - 3e étape du Tour des régions italiennes
  - 4e étape du Baby Giro

### Palmarès professionnel
| - 1986 - 6e étape de Tirreno-Adriatico - Tour des Pouilles : - Classement général - 3e étape - 2e du Tour d'Ombrie - 3e du Trofeo Laigueglia - 3e des Trois vallées varésines - 3e de Milan-Vignola - 8e de Liège-Bastogne-Liège - 1987 - 5e et 17e étape du Tour d'Espagne - Tour du Latium - 3e du Tour de Toscane - 3e du Tour du Frioul - 4e de Gand-Wevelgem - 1989 - 3e étape du Tour d'Espagne - Tour de Vénétie - 5e du Tour de Lombardie | - 1990 - 3e étape du Tour de Calabre - 3e du Tour de Toscane - 1991 - Grand Prix d'Albacete - 1re étape du Tour de la Communauté valencienne - 3e étape du Tour de Murcie - Tour de Vénétie - 3e du Trophée Luis Puig - 1992 - 10e étape du Tour d'Italie - 9e étape du Tour de Suisse - 1993 - 3e étape de la Semaine catalane - 3e étape de la Semaine bergamasque - 1994 - 8e étape de Tirreno-Adriatico |

## Résultats sur les grands tours

### Tour d'Italie
10 participations
- 1985 : 79e
- 1986 : 80e
- 1987 : 41e
- 1988 : 49e
- 1990 : 69e
- 1991 : non-partant (17e étape)
- 1992 : abandon (13e étape), vainqueur de la 10e étape
- 1993 : abandon (5e étape)
- 1994 : 97e
- 1995 : 120e

### Tour d'Espagne
5 participations
- 1987 : abandon (18e étape), vainqueur des 5e et 17e étape,  maillot amarillo pendant 2 jours
- 1989 : abandon (21e étape), vainqueur de la 3e étape
- 1992 : abandon (18e étape)
- 1993 : abandon (14e étape)
- 1994 : 117e

### Tour de France
1 participation
- 1986 : abandon (12e étape)